# غراند غيندارمي
غراند غيندارمي (بالإنجليزية: Grand Gendarme)‏ هو أحد جبال سلسلة جبال الألب بينيني وجزء من القمة الأم فيشورن يقع في سويسرا. يبلغ ارتفاع الجبل حوالي 4331 متر، بينما يبلغ ارتفاع نتوء الجبل 71 متر.